# Héctor Scarone
Héctor Pedro Scarone (* 26. November 1898 in Montevideo; † 4. April 1967 ebenda) war ein uruguayischer Fußballspieler und -trainer. Mit Uruguay gewann er zwischen 1917 und 1930 zweimal olympisches Gold, die Weltmeisterschaft und vier Mal die Südamerikameisterschaft. Mit seinem Stammverein Nacional, für den er zwischen 1917 und 1939 aktiv war, gewann er zahlreiche Landesmeisterschaften. Zwischenzeitlich spielte er auch beim FC Barcelona und Ambrosiana, dem heutigen Inter Mailand, und dem Palermo FBC.

## Laufbahn
Héctor Scarone, jüngerer Bruder Carlos „Rasqueta“ Scarones, der als wendiger, schneller und beidfüßiger Spieler beschrieben wird, dessen Vorzüge im Dribbling und der von Präzision geprägten Abschlussstärke lagen, galt insbesondere als Freistoß- und Elfmeterspezialist. Trotz einer relativ geringen Körpergröße zählte auch das Kopfballspiel nicht zu seinen Schwächen. Seine kreative Spielweise trug ihm den Beinamen El Mago (auf Deutsch: Der Zauberer) ein.
Scarone, war einer der bedeutendsten Fußballspieler seines Landes und zählte zu seiner aktiven Zeit zu den weltbesten, vielfach sogar als der weltbeste Spieler.
Es wird berichtet, dass Héctor Scarone bereits als 17-Jähriger in der Kampfmannschaft von Nacional debütierte und mit dem Verein noch im selben Jahr die nationale Meisterschaft, weiland noch ein Amateurwettbewerb, gewann.
Die meiste Zeit seiner Vereinskarriere spielte er für ebendiesen Verein, bei dem er 1917 in der ersten Mannschaft debütierte. In den Jahren 1916, 1917, 1919, 1920, 1922, 1923, 1924 und 1934 gewann er mit seinem Verein insgesamt acht Mal die nationale Meisterschaft, 1917 die Copa de Honor sowie 1919 und 1920 jeweils die Copa Río de La Plata.

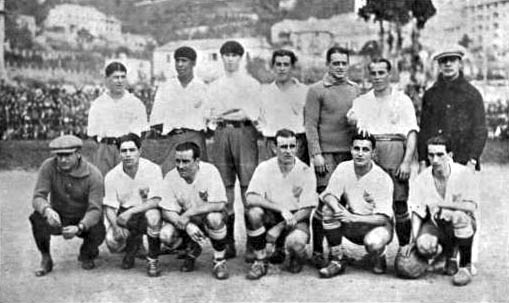
Nacional im April 1925 in Genua

1925 und 1926 fanden in Uruguay aufgrund von Auseinandersetzungen um die Organisation des Fußballwesens keine Meisterschaften statt. Nacional nutzte die Gelegenheit zu einer ausgedehnten Europatournee. Scarone bereiste dabei zwischen März und August 1925 mit seinem Verein neun verschiedene Länder. In 38 Spielen – unter anderem gegen den spanischen Pokalsieger FC Barcelona, den italienischen Meister Genoa CFC, Sporting Lissabon, Rapid Wien und Sparta Prag, aber auch zahlreiche weniger bedeutende Gegner – gewann Nacional 26 Mal und verlor nur fünf Partien mit einem Torverhältnis von 130:30. Scarone wird dabei 29 Mal als Torschütze aufgeführt. Es wird berichtet, dass insgesamt 700.000 Menschen die Spiele Nacionals besucht haben – in Wien wurde die Delegation sogar von Bundespräsident Michael Hainisch empfangen. Teils zeitgleich und in denselben Ländern befand sich mit dem brasilianischen CA Paulistano, mit dem Starspieler Arthur Friedenreich ein weiterer südamerikanischer Spitzenverein auf Europareise.
In den sechs Spielen in Barcelona – neben dem FC waren auch der CE Europa und die katalanische Auswahl Gegner – beeindruckte er, und der FC Barcelona verpflichtete ihn daraufhin. Im Jahr 1926 kam Scarone in neun Freundschaftsspielen des FC Barcelona zum Einsatz, bei denen er sechs Treffer erzielte. Spiele in Pflichtspielen blieben ihm versagt, da er als Ausländer nicht antrittsberechtigt war. Insgesamt gilt seine Zeit bei den Katalanen als nicht besonders glücklich und es gibt Berichte, dass er von seinen Mannschaftskollegen geschnitten worden sein soll, da diese von ihm nicht überschattet werden wollten.
Scarone kehrte zurück zu Nacional. Nach der Wiederaufnahme der Meisterschaft 1927 wurde der Verein Vierter. Eine erneute Auslandsreise führte Scarone mit der Mannschaft im selben Jahr nach Nordamerika, Mexiko, Kuba und auf die Antillen. Auch hier war Scarone erfolgreichster Torschütze der Bolsos. Bei der Südamerikareise des FC Barcelona 1929 gab es ein Wiedersehen mit zahlreichen ehemaligen Mannschaftskollegen, als Nacional im September die Touristen mit 3:0 besiegte.
In der Saison 1931/32 spielte Scarone für AS Ambrosiana, dem heutigen Inter. Er debütierte bei den Mailändern im September 1931 bei einer 1:3-Niederlage bei AS Casale und erzielte für den Verein dort seinen ersten Treffer. bis zum Saisonende erzielte in 14 Saisonspielen sieben Tore. Die Spielzeiten von 1932 bis 1934 verbrachte er beim sizilianischen Verein Palermo FBC, wo er in 54 Ligaspielen 13 Treffer erzielte. Zu Beginn der Saison 1934/35 trat er noch einmal für Ambrosiana an.
Anschließend kehrte er erneut zu Nacional zurück, dem Verein, für den er insgesamt 369 Spiele bestritt und 301 Tore erzielte. Er ist der über den längsten Zeitraum für Nacional aktiv gewesene Spieler. Zudem ist er mit 163 erzielten Ligatoren der dritterfolgreichste Torschütze der höchsten Spielklasse von Uruguay.
Nach seiner Rückkehr aus Europa schloss er sich den Montevideo Wanderers an, für die er ausweislich der Vereins-Internetpräsenz zwischen 1937 und 1938 aktiv war.

### Nationalmannschaft

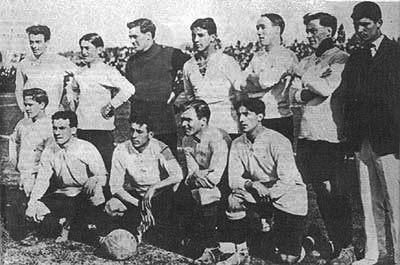
Südamerikameister 1917 Uruguay: Hinten: J. Pacheco, J. Vanzzino, C. Saporiti, G. Rodríguez, M. Varela und A. Foglino. vorne: J. Perez, H. Scarone, A. Romano, C. Scarone und P. Somma

Scarone erzielte zwischen 1917 und 1930 31 Tore für die uruguayische Nationalmannschaft, ein Rekord, der erst im Jahr 2011 durch Diego Forlán überboten wurde. Der Rekord von fünf Toren in einem Länderspiel, den er am 28. Oktober 1926 in der Partie gegen Bolivien aufstellte, besteht nach wie vor. Die Anzahl der von Scarone in diesem Zeitraum absolvierten Länderspiele ist dabei jedoch strittig.
Während die uruguayische Tageszeitung La República im Jahre 2011 in einer statistischen Aufstellung der erfolgreichsten Torschützen der Celeste von 51 Länderspielen für Uruguay ausgeht, führt die RSSSF in der Zeit vom 2. September 1917 bis 30. Juli 1930 52 Spiele in ihrer Statistik als absolvierte offizielle Länderspiele. Die auf der Internetpräsenz seines Vereins Nacional (der eine vereinseigene Bibliothek und das Archiv Jesús Arrieta Fontana mitsamt einem Mitarbeiterstab führt) angegebenen 70 Einsätze bei 52 Toren für sein Heimatland rühren vermutlich von der Einbeziehung inoffizieller Begegnungen in diese Aufzählung her.
Mit der Nationalmannschaft gelang ihm vier Mal der Sieg in der Copa América, 1924 und 1928 errang er mit der Mannschaft jeweils die Goldmedaille bei den Olympischen Spielen. Im entscheidenden zweiten Finalspiel des olympischen Turniers 1928 erzielte er dabei mit einem Gewaltschuss aus mehr als zwanzig Metern Entfernung den entscheidenden Treffer, der von der Sportpresse als schönstes Tor des Turniers gefeiert wurde.
1930 gewann er mit Uruguay durch einen 4:2-Finalsieg gegen Argentinien im Centenario-Stadion von Montevideo die erste Weltmeisterschaft der Geschichte. Danach beendete er seine Karriere in der Nationalmannschaft.

### Trainer
In den Jahren 1946 bis 1947 war er Trainer in Kolumbiens Hauptstadt Bogotá bei den Millonarios.
Im März 1952 übernahm er das Amt des Trainers bei Real Madrid, zu jenem Zeitpunkt Zehnter der spanischen Liga. Gleich im ersten Spiel verlor er bei dem vom Argentinier Helenio Herrera trainierten und letztendlichen Meister des Jahres Atlético Madrid mit 0:4. Real war am Saisonschluss Neunter. Sein Engagement in Madrid endete nach der Saison 1951/52, in der er Real zum dritten Platz führte.
1954 war er gemeinschaftlich mit Héctor Romero Trainer bei Nacional.
Zu Anfang der 1960er Jahre war er in Ecuador Trainer von Deportivo Quito. Mit dem Verein gewann er 1963 die regionale „Interanden-Meisterschaft“ (Campeonato Profesional Interandino), der große Erfolg als Trainer blieb ihm aber auch hier versagt – Deportivo gewann den ersten nationalen Meistertitel erst 1964 nach Scarones Abgang.

### Erfolge
Mannschaftstitel
- Olympiasieger: 1924, 1928
- Weltmeister: 1930
- Copa América: 1917, 1923, 1924, 1926
- Uruguayischer Meister: (8×) 1916, 1917, 1919, 1920, 1922, 1923, 1924, 1934

Torschützenkönig
- Copa América: 1927
- Rekordtorschütze der Nationalmannschaft von Uruguay: 31 Tore

### Auszeichnungen
Im Jahr 2002 belegte er bei einer von der französischen Sportzeitung L’Équipe vorgenommenen Auflistung der weltweit erfolgreichsten Fußballer aller Zeiten Rang 20, wobei alle vor ihm platzierten Spieler erst nach 1950 aktiv waren.